# 다니엘 리오스
다니엘 리오스(Daniel Rios, 1972년 11월 11일 ~ )는 스페인 출신의 전 야구 선수이다. 국적은 미국이며 스페인 마드리드에서 출생, 두 살 때 부모를 따라 미국으로 이민해 마이애미 대학교를 졸업했다.

## 메이저 리그시절
1997년 뉴욕 양키스 선수로 메이저 리그 선수로 데뷔해 2경기 출장, 승패 없이 5실점, 삼진 1개로 평균 자책 19.29을 기록했다. 이듬해 캔자스시티 로열스로 팀을 옮겼으나 큰 활약을 하지 못했다.

## KBO 리그선수 시절

### KIA 타이거즈시절
2002년 기아에 입단하여 대한민국 무대를 처음 밟았다. 이해 그는 전반기에는 마무리, 후반기인 8월 이후에는 선발로 주로 활약하며 14승(8선발승) 5패, 13세이브 평균자책 3.14라는 수준급 성적을 올렸는데  에이스 최상덕이 허약한 마운드(중간계투가 가장 부실했음)를 지켜내기 위해 2000년 2001년 모두 185이닝 이상을 던져 무리한(2000년 30경기 12승(모두 선발)(손민한 송진우와 공동 6위) 9패 185.2이닝 94자책점 ERA 4.56 2001년 29경기 12승(모두 선발)(전준호(현대)와 공동 7위) 10패 185.1이닝 89자책점 ERA 4.32) 탓인지 오른쪽 어깨 회전근 이상으로 인해 24경기 8승(모두 선발) 7패 13이닝 66자책점 ERA 4.47에 그치자 8월 2일 광주 SK전부터 선발로 보직변경했고 9월 28일 광주 LG전에서 12회초 구원등판 후  공 1개만 던진 뒤 행운의 승리(3-3 동점이던 연장 12회말 홍세완 끝내기 스퀴즈)를 안기도 했다. 이듬해인 2003년 10승(모두 선발) 13패, 평균 자책 3.82로 부진했지만, 2004년에 222⅔ 이닝 동안 17승(모두 선발) 8패 평균 자책 2.87의 빼어난 성적을 올렸다. 이 시절 그는 '이오수'라는 한국식 이름을 별명으로 얻기도 했다. 2004년부터 2007년까지 200이닝 이상을 투구하며 이닝 이터의 역할을 하였다.
그러나 한 시즌에 너무 많은 이닝을 소화한 후유증 때문이었는지, 2005년에는 부진에 빠졌다. 당시 최악이었던 KIA 타이거즈의 경기력을 감안하더라도 전반기 6승 10패, 평균 자책 5.23은 기대에 한참 못 미치는 성적이었다. 결국 리오스는 2005년 7월 10일 기아타이거즈 내야수 김주호와 본인(리오스)을 주고 두산 베어스 좌완투수 전병두를 받는 2:1 조건으로 두산베어스에 트레이드되었다. 등번호는 59번이였다.

### 두산 베어스시절
2005년 시즌 중 트레이드되어 두산 베어스로 이적한 그는 마치 다른 사람이 된 것 같은 놀라운 성적을 거두었다. 두산 베어스 이적 이후 13경기에 출장해 9승 2패 평균 자책 1.37, 거기에 투구 이닝도 평균 7.05을 기록한 것이다. 덕분에 두산은 정규 리그 2위를 차지했을 뿐만 아니라 2005년 한국시리즈까지 진출했다. 안정된 내야진과 넓은 잠실야구장에서 안정감을 갖게 된 그의 활약은 다음 해에도 계속되었다. 비록 12승 16패로 패수가 승수 보다 많기는 했지만, 대한민국에 데뷔한 이후 가장 많은 233이닝을 던져 거둔 평균 자책점 2.90은 뛰어난 성적이었다. 그리고 2007년 6월 16일 문학에서 열린 SK와의 경기에서 KBO 리그 사상 처음으로 1이닝 3타자 9구 삼진을 잡아 냈다. 2007년 9월 20일 수원 현대전에 선발 등판해 7이닝 동안 피안타 8개, 볼넷 2개, 2실점으로 승리 투수가 되며 1999년 정민태 이후 8년 만에 시즌 20승을 올렸다. 이 기록은 KBO 리그 사상 15번째이지만, 선발로만 따지면 5번째 기록이다. 이 후에도 2승을 더 올려, 총 22승을 기록하여 정규 시즌 MVP로 뽑혔는데 이 기록은 역대 단일시즌 선발 최다승 2위 기록으로 남아 있으며 역대 정규시즌 MVP 중 선발 최다승 기록이기도 한데 그 해 최다완봉(4완봉승)까지 기록했다. 2007년 투수 부분 외국인 최초 골든 글러브 수상자가 되었지만 투구 모션 중 보크 동작으로 논란의 중심에 서기도 했다.
2007년 10월 3일 잠실에서 열린 현대 유니콘스와의 경기에서는 9회까지 무안타와 무사사구, 그리고 단 1명의 주자도 내보내지 않아 KBO 리그 역사상 최초로 퍼펙트 경기 달성을 눈앞에 두었으나 2타자만을 남겨 놓은 9회초 1사 상황에서 기록 중단자로 유명한 포수 강귀태에게 안타를 허용하여 퍼펙트 기록 달성에 실패했다.
등번호는 45, 27번이였다.

## 일본 프로 야구

### 도쿄 야쿠르트 스왈로스시절
2007년 12월 25일에 일본 프로 야구 센트럴 리그인 도쿄 야쿠르트 스왈로스와 2008 시즌 95만 달러를 받고, 옵션으로 일정 수준 이상의 성적을 올리면 다음해 보너스 포함 최대 275만 달러를 받는 조건으로 1+1년 계약을 맺었다.
그러나 2승 7패로 부진하였다. 엎친 데 덮친 격으로 2008년 5월 21일 도핑 테스트 결과, 금지 약물로 지정된 스테로이드계 약물 중 하나인 하이드록시스타노조롤(hydroxystanozolol)을 복용한 사실이 밝혀졌다. 이에 일본야구기구(NPB)는 6월 28일, 리오스에게 금지 약물 복용을 이유로 1년간 출장 정지 처분을 내렸다. 이에 야쿠르트 구단은 계약 위반을 이유로 센트럴 리그 연맹에 리오스와의 계약 해지를 요청했으며, 동시에 리오스에게 방출을 통보했다. 이에 리오스는 앞으로 의사가 어떤 약을 추천해도 팀 닥터로부터 먼저 금지약물 성분 포함 여부 등을 확인하고 어떠한 보충제도 복용하지 않겠다는 서약서를 NPB에 제출했다.
이후 대만 리그 진출 등을 모색했지만, 사실상 은퇴했다.

## 통산 기록
| 연 도          | 소 속          | 나 이          | 승 리 | 패 전 | 승 률 | 평 자 책 | 출 장 | 선 발 | 완 투 | 완 봉 | 세 이 브 | 홀 드 | 이 닝 | 피 안 타 | 피 홈 런 | 볼 넷 | 고 4 | 탈 삼 진 | 몸 맞 | 보 크 | 폭 투 | 실 점 | 자 책 | 타 자 수 | W H I P |
| -------------- | -------------- | -------------- | ----- | ----- | ----- | -------- | ----- | ----- | ----- | ----- | -------- | ----- | ----- | -------- | -------- | ----- | ---- | -------- | ----- | ----- | ----- | ----- | ----- | -------- | ------- |
| 1997           | NYY            | 25             | 0     | 0     | ---   | 19.29    | 2     | 0     | 0     | 0     | 0        | 0     | 2.1   | 9        | 3        | 2     | 0    | 1        | 1     | 0     | 0     | 5     | 5     | 19       | 4.71    |
| 1998           | KC             | 26             | 0     | 1     | .000  | 6.14     | 5     | 0     | 0     | 0     | 0        | 0     | 7.1   | 9        | 1        | 6     | 0    | 6        | 1     | 0     | 1     | 9     | 5     | 38       | 2.05    |
| 2002           | KIA            | 30             | 14    | 5     | .737  | 3.14     | 54    | 13    | 3     | 0     | 13       | 1     | 157.2 | 140      | 14       | 44    | 2    | 102      | 24    | 0     | 5     | 59    | 55    | 662      | 1.17    |
| 2003           | KIA            | 31             | 10    | 13    | .435  | 3.82     | 30    | 30    | 2     | 0     | 0        | 0     | 188.2 | 186      | 19       | 62    | 1    | 121      | 28    | 0     | 5     | 93    | 80    | 820      | 1.31    |
| 2004           | KIA            | 32             | 17    | 8     | .680  | 2.87     | 32    | 32    | 3     | 2     | 0        | 0     | 222.2 | 209      | 10       | 70    | 1    | 145      | 25    | 0     | 3     | 75    | 71    | 932      | 1.25    |
| 2005           | KIA            | 33             | 6     | 10    | .375  | 5.23     | 19    | 19    | 2     | 0     | 0        | 0     | 113.2 | 140      | 17       | 35    | 0    | 71       | 14    | 1     | 3     | 72    | 66    | 508      | 1.54    |
| 2005           | 두산           | 33             | 9     | 2     | .818  | 1.37     | 13    | 13    | 1     | 0     | 0        | 0     | 91.2  | 63       | 3        | 22    | 0    | 76       | 3     | 0     | 1     | 16    | 14    | 348      | 0.93    |
| 05합           | 두산           | 33             | 15    | 12    | .556  | 3.51     | 32    | 32    | 3     | 0     | 0        | 0     | 205.1 | 203      | 20       | 57    | 0    | 147      | 17    | 1     | 6     | 88    | 80    | 856      | 1.27    |
| 2006           | 두산           | 34             | 12    | 16    | .429  | 2.90     | 34    | 33    | 4     | 1     | 0        | 0     | 233.0 | 204      | 14       | 49    | 1    | 145      | 15    | 0     | 8     | 86    | 75    | 945      | 1.09    |
| 2007           | 두산           | 35             | 22    | 5     | .815  | 2.07     | 33    | 33    | 6     | 4     | 0        | 0     | 234.1 | 191      | 8        | 58    | 2    | 147      | 16    | 0     | 5     | 69    | 54    | 947      | 1.06    |
| 2008           | 야쿠르트       | 36             | 2     | 7     | .222  | 5.46     | 11    | 11    | 0     | 0     | 0        | 0     | 64.1  | 80       | 7        | 26    | 0    | 37       | 5     | 2     | 2     | 48    | 39    | 300      | 1.65    |
| MLB 통산 : 2년 | MLB 통산 : 2년 | MLB 통산 : 2년 | 0     | 1     | .000  | 9.31     | 7     | 0     | 0     | 0     | 0        | 0     | 9.2   | 18       | 4        | 8     | 0    | 7        | 2     | 0     | 1     | 14    | 10    | 57       | 2.69    |
| KBO 통산 : 5년 | KBO 통산 : 5년 | KBO 통산 : 5년 | 65    | 35    | .650  | 3.52     | 132   | 132   | 0     | 0     | 0        | 0     | 1243  | 782      | 60       | 257   | 2    | 721      | 22    | 3     | 45    | 348   | 308   | 3321     | 1.32    |
| NPB 통산 : 1년 | NPB 통산 : 1년 | NPB 통산 : 1년 | 0     | 4     | .000  | 6.31     | 10    | 10    | 0     | 0     | 0        | 0     | 45.2  | 59       | 3        | 26    | 0    | 35       | 2     | 0     | 1     | 34    | 32    | 218      | 1.86    |

- 시즌 기록 중 굵은 글씨는 해당 시즌 최고 기록

## 경력
- 뉴욕 양키스
- 캔자스시티 로열스
- KIA 타이거즈
- 2005년 7월 10일 : KIA에서 내야수 김주호와 함께 두산 베어스의 투수 전병두를 내주는 조건으로 트레이드
- 2007년 KBO 리그 MVP